# Plagionotulus victoriensis
Plagionotulus victoriensis là một loài bọ cánh cứng trong họ Cerambycidae.